# Woman in Love
Woman in Love je píseň Barbry Streisand na jejím albu z roku 1980 Guilty. Píseň napsali Barry, Maurice a Robin Gibb. Po úspěchu Bee Gees byla skupina požádána napsat album pro Barbru Streisand. Woman in Love jako hlavní píseň se stala nejúspěšnější písní její hudební kariéry.
české coververze
- Pod názvem „To je štěstí“ s textem Pavla Žáka ji v roce 1981 nazpívala Helena Vondráčková
- Pod názvem „Miluj mě víc“ s textem Vladimíra Čorta ji také v roce 1981 nazpívala Věra Špinarová